# Odemira
Odemira (odɨ'miɾɐ) è un comune portoghese di 26 106 abitanti situato nel distretto di Beja. Con i suoi 1719 km² è il comune più esteso dell'intero paese.
Tra le altre cose, è nota per aver dato i natali a Pedro Damiano, uno dei primi teorici del gioco degli scacchi in Europa.

## Società

### Evoluzione demografica
| Popolazione di Odemira (1801 – 2004) | Popolazione di Odemira (1801 – 2004) | Popolazione di Odemira (1801 – 2004) | Popolazione di Odemira (1801 – 2004) | Popolazione di Odemira (1801 – 2004) | Popolazione di Odemira (1801 – 2004) | Popolazione di Odemira (1801 – 2004) | Popolazione di Odemira (1801 – 2004) | Popolazione di Odemira (1801 – 2004) |
| ------------------------------------ | ------------------------------------ | ------------------------------------ | ------------------------------------ | ------------------------------------ | ------------------------------------ | ------------------------------------ | ------------------------------------ | ------------------------------------ |
| 1801                                 | 1849                                 | 1900                                 | 1930                                 | 1960                                 | 1981                                 | 1991                                 | 2001                                 | 2004                                 |
| 6390                                 | 11669                                | 20489                                | 32541                                | 43999                                | 29463                                | 26418                                | 26106                                | 25738                                |

## Freguesias
- Bicos
- Boavista dos Pinheiros
- Colos
- Longueira / Almograve
- Luzianes-Gare
- Pereiras-Gare
- Relíquias
- Sabóia
- Santa Clara-a-Velha
- Santa Maria (Odemira)
- São Luís
- São Martinho das Amoreiras
- São Salvador (Odemira)
- São Teotónio (Odemira)
- Vale de Santiago
- Vila Nova de Milfontes
- Zambujeira do Mar

## Cultura
Dal 2000 si svolge annualmente ai primi di settembre il Festival cinematografico Doc's Kingdom che prende il nome dall'omonimo film di Robert Kramer girato in Portogallo nel 1987.